# 大學公園 (佛羅里達州)
大學公園（英語：University Park）是位於美國佛羅里達州邁阿密-戴德縣的一個人口普查指定地區。

## 地理
大學公園的座標為25°44′43″N 80°21′58″W / 25.74528°N 80.36611°W，而該地最高點為海拔高度1米（即3英尺）。

## 人口
根據2010年美國人口普查的數據，大學公園的面積為9.90平方千米，當中陸地面積為8.50平方千米，而水域面積為0.10平方千米。當地共有人口26538人，而人口密度為每平方千米2,680人。